# Endocarpon loscosii
Endocarpon loscosii är en lavart som beskrevs av Müll. Arg. Endocarpon loscosii ingår i släktet Endocarpon och familjen Verrucariaceae.   Inga underarter finns listade i Catalogue of Life.